# 13
Năm 13 là một năm trong lịch Julius. 

## Mất
- Vương Chính Quân